# Club de Canotaje de Búfalo
El Club de Canotaje de Búfalo (Buffalo Canoe Club en idioma inglés y oficialmente) es un club náutico ubicado en Ridgeway (Fort Erie), Canadá. 

## Historia
Fue fundado en 1882 por Williams Lansing y otros aficionados al canotaje en la ciudad de Búfalo (Nueva York), Estados Unidos. Inicialmente se ubicó en la calle Hamilton, pero se trasladó posteriormente, en 1900, a la bahía de Abino del lago Erie, en territorio de Canadá. En 1908 el club adquirió "Lansing House", su sede invernal, que ahora se denomina "Lansing Lodge".

## Flotas
El club pasó de ser un club de canotaje a ser un club de vela gracias principalmente a su flota de Lightning, la número 12 de la International Lightning Class Association (ILCA), que ha sido la fuerza motriz de este deporte en el club, especialmente tras la desaparición de la flota de la clase Cape Cod Knockabout que fue arrasada por un fuego en 1941. 

## Regatas
El BCC ha organizado campeonatos del mundo, continentales, de América del Norte, de Estados Unidos y de Canadá en las clases Lightning, Flying Dutchman, Snipe y Shark 24. Destacan los campeonatos del mundo de la clase Lightning (1973 y 2015), y el Campeonato del Hemisferio Occidental y Oriente de la clase Snipe en 2010.  

## Deportistas
Jody Swanson, Cory Sertl y Abby Ruhlman ganaron la Copa Mrs. Charles Frances Adams (campeonato de vela femenina de Estados Unidos) en 1992 y Jody Swanson, Jill Swanson y Kathryn Ritchie en 1989.
Thomas G. Allen III ganó cuatro mundiales (1961, 1963, 1965 y 1977) y ocho campeonatos de América del Norte de Lightning, un campeonatos de América del Norte de Flying Dutchman y dos medallas, una de oro y otra de plata, en los Juegos Panamericanos.
Mark Bryant fue campeón juvenil de América del norte de Lightning en 1976, campeón de América del Norte de Lightning en 1978, 1980 y 1984, y de América del Sur en 1982.
Kathleen Tocke ha ganado dos medallas en los Juegos Panamericanos, un campeonato del mundo máster, un campeonato del hemisferio occidental y oriente, seis campeonatos de América del Norte, un Campeonato de Europa Femenino y seis campeonatos de Estados Unidos en la clase Snipe.